# 超格图呼热苏木
超格图呼热苏木是中华人民共和国内蒙古自治区阿拉善盟阿拉善左旗下辖的一个苏木。
2012年1月20日，内蒙古自治区人民政府批复同意从嘉尔嘎勒赛汉镇划出7个嘎查，设立超格图呼热苏木，超格图呼热苏木辖查干布拉格、扎格图、敖努图、敦德高勒、辉图高勒、乌兰泉吉、鄂门高勒7个嘎查，苏木人民政府驻鄂门高勒（头道湖）。

## 行政区划
超格图呼热苏木下辖以下村级行政区划单位：
鄂门高勒嘎查、乌兰泉吉嘎查、敦德高勒嘎查、敖努图嘎查、辉图高勒嘎查、查干布拉格嘎查和扎格图嘎查。